# Jade Cocoon: Die Tamamayu-Legende
Jade Cocoon: Die Tamamayu-Legende (jap. 玉繭物語, Tamamayu Monogatari) ist ein 1998 von Genki entwickeltes Videospiel für die PlayStation. Eine englische Version wurde im selben Jahr von Crave Entertainment für Amerika veröffentlicht, die Europaversion von Ubisoft kam erst 1999 auf den Markt. Es handelt sich hierbei um ein Rollenspiel mit einem für Pokémonspiele typischen Sammelelement. An der ästhetischen Gestaltung und den Animationen waren Katsuya Kondō und weitere Künstler des Anime-Studios Ghibli beteiligt, mit denen Genki bereits vor diesem Projekt über längere Zeit verbunden war. Es besitzt eine melancholische Atmosphäre, die durch tragische Szenarien, die orchestrale Untermalung, eine epische Geschichte und die bildliche Darstellung geschaffen wird. Mit rund zehn Stunden reiner Spielzeit ist das Spiel verhältnismäßig kurz.

## Spielprinzip
Die stark bewaldete Welt, in der Jade Cocoon spielt, wird neben den Menschen hauptsächlich von ungewöhnlichen, käferähnlichen Wesen bewohnt. Da diese viele unterschiedliche Formen aufweisen, von denen ein nicht geringer Teil für Menschen gefährlich ist, lebt man in kleinen Siedlungen, die inmitten der Wälder liegen. Man steuert in diesem Spiel Levant, einen Einwohner eines dieser Dörfer, der seinem vor langer Zeit verschwundenen Vater nacheifert, um Kokonmeister zu werden. Die Kokonmeister sind die Beschützer der Siedlungen vor den Käferwesen, die normalerweise durch die Kraft eines heiligen Baumes von den Siedlungen zurückgehalten werden. Zu diesem Zweck kann man die Wesen, die man antrifft, fangen, und sie für den Kampf nutzen, miteinander zu stärkeren Wesen transformieren (wobei ein einfaches Vererbungssystem zum Einsatz kommt) oder in Seide umwandeln, um damit Geld zu verdienen. Das Kampfsystem basiert dabei hauptsächlich auf den vier Elementen, die den Käferwesen zugeordnet sind, und die jeweils Stärken und Schwächen gegeneinander haben.
Jade Cocoon erschien zu der Zeit, in der Pokemon von vielen gespielt wurde. Die Spiele ähneln sich in dem Punkt, dass die Grundaufgabe darin besteht Monster zu fangen, zu trainieren und in den Kampf zu schicken. Jade Cocoon spielt in einer Umgebungsgrafik ähnlich Final Fantasy VII, dabei wird eine Mischung aus einer Darstellung in 3D und handgezeichneten Bildern verwendet. Kämpfe finden nicht auf zufälliger Basis statt. Der Spieler kann die Bewegungen der Gegner beobachten und so entscheiden, ob er flieht oder jene in einen Kampf verwickelt. Bei Berührung des Monsters wechselt der Spieler in ein rundenbasiertes Kampfsystem. Hier kann der Spieler entweder Levant oder seine mitgeführten Monster kämpfen lassen.
Der Anime-Künstler Katsuya Kondō überwachte die Erstellung der über 600 vorberechneten hochaufgelösten Hintergründe. Kondō wurde vor allem durch die beiden Anime-Filme Kikis kleiner Lieferservice und Prinzessin Mononoke berühmt, in Jade Cocoon 2 war er als Charakterdesigner beschäftigt.

## Nachfolger
2001 wurde Jade Cocoon 2 (玉繭物語2, Tamamayu Monogatari 2) für die PlayStation 2 veröffentlicht. Auch dieser Teil erschien erst ein Jahr später in Europa.
Das Spiel spielt lange Zeit nach dem ersten, Kokonmeister gibt es nicht mehr, und der Hauptheld des ersten Spiels, Levant, ist nun Bestandteil der neuen Jägergeneration, den Beasthuntern. Man steuert einen jungen Mann, Kahu, dessen Ziel es ist, ein solcher Beasthunter zu werden, wofür er eine Prüfung in den Tempeln der Kemuel ablegen muss. Auf dem Weg dahin wird er verflucht und muss nun vier magische Sphären und eine Laute aus den Wäldern der Umgebung sammeln.
Das Spielsystem ist nahezu identisch zum Vorgänger, jedoch wurde ein größerer Schwerpunkt als zuvor auf die Aufzucht und Kombination verschiedener gefangener Tiere gelegt. Anders als zuvor sind nun nicht nur Kämpfe gegen wilde Gegner auszutragen, sondern man kann ebenso gegen andere Beasthunter in Arenen antreten, die ihre eigenen Monster gefangen haben und für sich kämpfen lassen.